# Conservatorio Estatal de Tiflis
El Conservatorio Estatal de Tiflis (en georgiano: თბილისის სახელმწიფო კონსერვატორია) es una institución Estatal de Georgia, ubicada en la capital, la ciudad de Tiflis. El Conservatorio de Tiflis fue fundado el 1 de mayo de 1917. Se reconoció formalmente por la Sociedad Musical Rusa como un conservatorio ese mismo año. Un conservatorio rival también fue fundado en 1921 por D. Arakishvili, y no fue hasta 1924 que la situación fue resuelta por el régimen soviético a favor de la fundación original. Desde 1947 ha llevado el nombre de la cantante georgiana Ivane Sarajishvili. 